# العلاقات الإريترية الشمال مقدونية
العلاقات الإريترية الشمال مقدونية هي العلاقات الثنائية التي تجمع بين إريتريا وشمال مقدونيا.

## مقارنة بين البلدين
هذه مقارنة عامة ومرجعية للدولتين:
| وجه المقارنة                                              | إريتريا                                      | شمال مقدونيا                                               |
| --------------------------------------------------------- | -------------------------------------------- | ---------------------------------------------------------- |
| المساحة (كم2)                                             | 117.60 ألف                                   | 25.71 ألف                                                  |
| عدد السكان (نسمة)                                         | 6.33 مليون                                   | 2.08 مليون                                                 |
| الكثافة السكانية (ن./كم²)                                 | 53.83                                        | 80.9                                                       |
| العاصمة                                                   | أسمرة                                        | إسكوبية                                                    |
| اللغة الرسمية                                             | اللغة التغرينية، اللغة العربية، لغة إنجليزية | اللغة المقدونية، اللغة الألبانية                           |
| العملة                                                    | ناكفا                                        | دينار مقدوني                                               |
| الناتج المحلي الإجمالي (بليون دولار)                      | 2.61 مليار                                   | 11.34 مليار                                                |
| الناتج المحلي الإجمالي (تعادل القوة الشرائية) بليون دولار |                                              | 29.26 مليار                                                |
| الناتج المحلي الإجمالي الاسمي للفرد دولار أمريكي          |                                              | 4.85 ألف                                                   |
| الناتج المحلي الإجمالي للفرد دولار أمريكي                 |                                              | 16.25 ألف                                                  |
| مؤشر التنمية البشرية                                      | 0.391                                        | 0.747                                                      |
| رمز المكالمات الدولي                                      | +291                                         | +389                                                       |
| رمز الإنترنت                                              | .er                                          | .mk                                                        |
| المنطقة الزمنية                                           | ت ع م+03:00                                  | توقيت وسط أوروبا، ت ع م+01:00، ت ع م+02:00، أوروبا/سكوبيه ‏ |

## منظمات دولية مشتركة
يشترك البلدان في عضوية مجموعة من المنظمات الدولية، منها:
| علم المنظمة | اسم المنظمة                        | تاريخ انضمام إريتريا | تاريخ انضمام شمال مقدونيا |
| ----------- | ---------------------------------- | -------------------- | ------------------------- |
|             | مؤسسة التمويل الدولية              | 11 أكتوبر 1995       | 25 فبراير 1993            |
|             | منظمة حظر الأسلحة الكيميائية       | ?                    | ?                         |
|             | يونسكو                             | 2 سبتمبر 1993        | 28 يونيو 1993             |
|             | الاتحاد الدولي للاتصالات           | 6 أغسطس 1993         | 4 مايو 1993               |
|             | الأمم المتحدة                      | 28 مايو 1993         | 8 أبريل 1993              |
|             | منظمة الشرطة الجنائية الدولية      | ?                    | ?                         |
|             | البنك الدولي للإنشاء والتعمير      | 6 يوليو 1994         | 25 فبراير 1993            |
|             | الاتحاد البريدي العالمي            | ?                    | ?                         |
|             | مؤسسة التنمية الدولية              | 6 يوليو 1994         | 25 فبراير 1993            |
|             | وكالة ضمان الاستثمار متعدد الأطراف | 10 سبتمبر 1996       | 19 مارس 1993              |